# Xian de Baiquan
Le xian de Baiquan (拜泉县 ; pinyin : Bàiquán Xiàn) est un district administratif de la province du Heilongjiang en Chine. Il est placé sous la juridiction de la ville-préfecture de Qiqihar.

## Démographie
La population du district était de 566 959 habitants en 1999.